# Georg E. Mathiasen
Georg Emil Mathiasen (17. september 1876 i Stokkemarke – 2. september 1957) var en dansk ingeniør, fabrikant og generalkonsul, der grundlagde maskinfabrikken af samme navn. Han stod bag flere opfindelser, bl.a. GEM-knallerten.
Han var søn af gårdejer Hans Mathiasen (død 1928) og hustru f. Jørgensen (død 1920), lærte maskinfaget på Maskinfabrikken Vulcan i Maribo 1893-97, gennemgik Det tekniske Selskabs Skole i København og tog afgangseksamen herfra som maskinkonstruktør 1899. Han studerede og arbejdede med automobiler og benzinmotorer til 1903, hvor han tog borgerskab som smedemester og påbegyndte fabrikation af vaskerimaskiner.
Han var indehaver af firmaet Georg E. Mathiasen; efter firmaets overgang til aktieselskab i 1944 var han adm. direktør og formand i bestyrelsen for dette (kongelig hofleverandør 1952), tillige direktør og formand i bestyrelsen for Handels- og Financierings-Akts. Gemmercantil 1943, stifter af og hovedaktionær i Aktiebolaget Georg E. Mathiasen, Malmø; stifter af Georg E Mathiasen, Ltd., London. Han udtog mange patenter på forskellige vaskerimaskiner. Han var generalkonsul for Ungarn 1933-47, Ridder af Dannebrog og Dannebrogsmand.
Han var ejer af Frederiksminde avlsgård, Farum 1945.
Mathiasen blev gift 11. oktober 1906 med Alvilda Margrethe M., f. 5. august 1886 i København, datter af grosserer Julius Jensen (død 1935) og hustru f. Larsdatter.